# De la Conflict la Comuniune
De la Conflict la Comuniune. Comemorarea Reformei împreună în 2017: Raportul Comisiei luterano – romano-catolice pentru unitatea Bisericii (titlul original în limba germană: Vom Konflikt zur Gemeinschaft. Gemeinsames lutherisch-katholisches Reformationsgedenken im Jahr 2017) este un studiu document al Federației Luterane Mondiale și al Consiliului Pontifical pentru Promovarea Unității Creștinilor. Acesta a fost prezentat publicului pe data de 17 iunie 2013, în cadrul reuniunii Consiliului de Federația mondială Luterană din Geneva, către cardinalul Kurt Koch și secretarul general Martin Junge, și reprezintă reflecția colectivă asupra Reformei și raportul comun al luteranilor și catolicilor timp de 50 de ani, de când cele două biserici au decis să aibă un dialog oficial ecumenic. Documentul „De la conflict la comuniune. Comemorarea Reformei împreună în 2017” a fost tradus până în prezent în peste 15 limbi. Documentul a fost tradus în limba română de către Antoaneta Sabău în anul 2017 și a fost prezentat publicului printr-o dezbatere la centrul asumpționist Sfinții Petru și Andrei din București.

## Conținutul
Documentul ”De la conflict, la comuniune” este rezultatul activităților ecumenice teologice dintre Biserica Catolică și Biserica Luterană. Din acest cadru face parte și  ”Declarație comună privind doctrina îndreptățirii”, semnată la 31 octombrie 1999 de Federația Luterană Mondială și de Consiliul Pontifical pentru Promovarea Unității Creștinilor, care dă mărturie pentru ajungerea unui consens cu privire la adevărurile fundamentale din doctrina îndreptățirii. 
Cardinalul Kurt Koch, președintele departamentului din Vatican pentru unitatea creștinilor, a declarat anterior emiterii acestui document: ”Dacă și în timpurile noastre luteranii și catolici își îndreaptă împreună atenția spre centralitatea căutării lui Dumnezeu și a centralității lui Cristos, atunci o comemorare ecumenică a Reformei devine posibilă, și nu doar într-un sens pragmatic, ci mai ales în sensul profund al credinței în Cristos cel răstignit și înviat, pe care Luter a făcut-o din nou să strălucească. Cu această ocazie, după cum spunea papa Francisc, «luteranii și catolici vor avea posibilitatea pentru prima dată să împărtășească una și aceeași comemorare ecumenică în lumea întreagă, nu în forma unei celebrări triumfale, ci ca mărturisire a credinței noastre comune în Dumnezeu Unul și Întreit». Aceasta este îndatorirea care se prospectează în timpurile noastre și pe care o putem înfrunta numai împreună”.